# Europees kampioenschap softbal (mannen)
Het Europees kampioenschap softbal voor mannen is het belangrijkste softbaltoernooi voor landenteams in Europa dat tweejaarlijks wordt georganiseerd.

## Algemeen
Tot en met de editie van 2016 werd dit kampioenschap onder auspiciën van de Europese Softbalfederatie (ESF) georganiseerd. Vanaf 2018 is dit de WBSC Europe, de Europese afdeling van de overkoepelende wereldbond voor honk- en softbal WBSC. De WBSC is ontstaan als gevolg van de fusie tussen IBAF en ISF.
Het eerste toernooi werd in 1993 georganiseerd, veertien jaar nadat het eerste kampioenschap voor de vrouwen plaatsvond. Aan de eerste editie namen vijf landen deel. Van 1995-2007 werden de toernooien in hetzelfde jaar als bij de vrouwen gehouden. In 2008 werd overgegaan van het spelen in even jaren, waardoor de toernooien voor vrouwen en mannen in opeenvolgende jaren wordt gespeeld. In 2021 vond het vijftiende kampioenschap met een jaar uitstel plaats vanwege de coronapandemie.
Tsjechië is record titelhouder met elf eindoverwinningen. Het eindigde alle edities in de top-3 (11-2-2). Het Nederlands softbalteam nam net als Tsjechië aan alle vijftien toernooien deel, waarbij het elf keer in de top-3 eindigde (3-4-4). Denemarken, ook vijftien keer deelnemer, eindigde twaalf keer in de top-3 (1-9-2). Het Verenigd Koninkrijk werd vijf keer derde bij de EK softbal. Het Belgisch softbalteam, dat aan elf edities deelnam, is het vijfde land met een top-3 plaats, in 2016 werden zij derde. In 2021 werd Kroatië bij hun tiende deelname het zesde land met een top-3 plaats, ook zij werden derde.

## A-landen
| #    | Jaar | Stad                     | Data         | X  | 1e         | 2e         | 3e                  | Overige deelnemers                                                                                                  |
| ---- | ---- | ------------------------ | ------------ | -- | ---------- | ---------- | ------------------- | --- |
| I    | 1993 | Praag                    | 14/07- 18/07 | 05 | Nederland  | Denemarken | Tsjechië            | 4e Slowakije 5e Polen                                                                                               |
| II   | 1995 | Hørsholm                 | 10/07- 16/07 | 09 | Nederland  | Denemarken | Tsjechië            | 4e Slowakije 5e Israël 6e Frankrijk 7e Noorwegen 8e Rusland 9e Duitsland                                            |
| III  | 1997 | Bussum                   | 18/08- 24/08 | 05 | Tsjechië   | Denemarken | Nederland           | 4e Israël 5e Noorwegen                                                                                              |
| IV   | 1999 | Praag                    | 02/08- 07/08 | 06 | Tsjechië   | Nederland  | Denemarken          | 4e Israël 5e België 6e Verenigd Koninkrijk                                                                          |
| V    | 2001 | Antwerpen                | 13/08- 18/08 | 06 | Tsjechië   | Nederland  | Verenigd Koninkrijk | 4e Denemarken 5e België 6e Israël                                                                                   |
| VI   | 2003 | Choceň                   | 21/07- 26/07 | 08 | Nederland  | Tsjechië   | Verenigd Koninkrijk | 4e Denemarken 5e België 6e Slowakije 7e Israël 8e Kroatië                                                           |
| VII  | 2005 | Nijmegen                 | 17/06- 02/07 | 08 | Tsjechië   | Denemarken | Nederland           | 4e Verenigd Koninkrijk 5e Slowakije 6e België 7e Israël 8e Kroatië                                                  |
| VIII | 2007 | Beveren                  | 02/07- 07/07 | 08 | Tsjechië   | Denemarken | Nederland           | 4e België 5e Slowakije 6e Kroatië 7e Israël 8e Verenigd Koninkrijk                                                  |
| IX   | 2008 | Kopenhagen               | 28/07- 02/08 | 08 | Tsjechië   | Denemarken | Verenigd Koninkrijk | 4e Nederland 5e België 6e Kroatië 7e Israël 8e Slowakije                                                            |
| X    | 2010 | Havlíčkův Brod           | 25/07- 31/07 | 08 | Denemarken | Tsjechië   | Verenigd Koninkrijk | 4e Nederland 5e Israël 6e België 7e Kroatië 8e Slowakije                                                            |
| XI   | 2012 | Amstelveen               | 24/07- 28/07 | 07 | Tsjechië   | Nederland  | Verenigd Koninkrijk | 4e Denemarken 5e Kroatië 6e België 7e Israël                                                                        |
| XII  | 2014 | Havlíčkův Brod           | 14/07- 19/07 | 07 | Tsjechië   | Denemarken | Nederland           | 4e Verenigd Koninkrijk 5e Israël 6e België 7e Kroatië                                                               |
| XIII | 2016 | Montegranaro             | 11/07- 16/07 | 10 | Tsjechië   | Denemarken | België              | 4e Nederland 5e Verenigd Koninkrijk 6e Israël 7e Italië 7e Kroatië 9e Duitsland 9e Zweden                           |
| XIV  | 2018 | Havlíčkův Brod           | 25/06- 30/06 | 12 | Tsjechië   | Nederland  | Denemarken          | 4e Verenigd Koninkrijk 5e België 6e Israël 7e Kroatië 8e Duitsland 9e Italië 10e Slowakije 11e Zweden 12e Litouwen  |
| XV   | 2021 | Ledenice + Sezimovo Ústí | 21/06- 26/06 | 09 | Tsjechië   | Denemarken | Kroatië             | 4e Frankrijk 5e Nederland 6e Israël 7e Slowakije 8e Zweden 9e Litouwen                                              |
| XVI  | 2023 | Hørsholm                 | 24/07- 29/07 | 12 | Tsjechië   | Denemarken | Nederland           | 4e België 5e Israël 6e Kroatië 7e Frankrijk 8e Verenigd Koninkrijk 9e Spanje 10e Slowakije 11e Duitsland 12e Zweden |
| XVII | 2025 | Havlíčkův Brod, Jihlava  | 23/06- 28/06 | 8  | Tsjechië   | Denemarken | België              | 4e Nederland 5e Verenigd Koninkrijk 6e Kroatië 7e Slowakije 8e Zweden                                               |

### Medaillespiegel
| Land                | Goud | Zilver | Brons | Totaal |
| ------------------- | ---- | ------ | ----- | ------ |
| Tsjechië            | 13   | 02     | 02    | 0017   |
| Nederland           | 03   | 04     | 05    | 0012   |
| Denemarken          | 01   | 11     | 02    | 0014   |
| Verenigd Koninkrijk | 0    | 0      | 05    | 0005   |
| België              | 0    | 0      | 02    | 0002   |
| Kroatië             | 0    | 0      | 01    | 0001   |
| Totaal              | 16   | 16     | 16    | 46     |